# Lagerstättenkunde
Die Lagerstättenkunde gehört zu den Montanwissenschaften und befasst sich mit der Entstehung und den Eigenschaften natürlicher Anreicherungen von festen, flüssigen oder gasförmigen Rohstoffen (Ressourcen) innerhalb der Erdkruste, die wirtschaftlich genutzt werden können. Ziele der Lagerstättenkunde sind auch, aus dem Verständnis der Eigenschaften und Genese der Lagerstätten heraus Methoden für deren Exploration zu entwickeln sowie die Umweltverträglichkeit einer möglichen Gewinnung zu optimieren. Der englische Begriff economic geology entspricht „Lagerstättenkunde“ und nicht „Wirtschaftsgeologie“, wie die wörtliche Übersetzung vermuten lassen könnte.
Erzlagerstätten, Kohlelagerstätten, Erdöl- und Erdgaslagerstätten sind die drei grundlegend verschiedenen Bereiche der Lagerstättenkunde.

## Aufsuchung und Beurteilung von Lagerstätten
Ein wesentliches Aufgabengebiet der Lagerstättenlehre besteht in der Erkundung (Prospektion) von Höffigkeitsgebieten und der Erschließung (Exploration) der aufgefundenen Vorkommen. Lagerstättenforschung angewandt an der Erkundung und Erschließung von Lagerstätten wird oft als Montangeologie bezeichnet, obwohl dieser Begriff in Österreich auch Untersuchungen für Tunnelbauprojekte und andere Bereiche der Ingenieurgeologie einschließen kann.

## Pioniere der Lagerstättenkunde im deutschen Sprachraum
- Georgius Agricola (1494–1555) – Gilt als Begründer der modernen Geologie und Bergbaukunde.
- Abraham Gottlob Werner (1749–1817) – Hauptvertreter des Neptunismus.
- August Breithaupt (1791–1873) – Gründung der Paragenesenlehre.
- Bernhard von Cotta (1808–1879) – Lehre von den Erzlagerstätten. Band 1–2, Freiberg (1854/1859–1861).
- František Pošepný (1836–1895) – The Genesis of Ore-Deposits (1893).
- Richard Beck (1858–1919) – Lehre von den Erzlagerstätten (1901).
- Alfred Wilhelm Stelzner (1840–1895) – Die Erzlagerstätten (1904–1906).
- Hans Schneiderhöhn (1887–1962) – Die Erzlagerstätten der Erde (1958–1961).
- Paul Niggli (1888–1953) – Ore deposits of magmatic origin; their genesis and natural classification (1929).
- Paul Ramdohr (1890–1985) – Die Erzmineralien und ihre Verwachsungen (1975).

## Lagerstättenbildung im Laufe der Erdgeschichte
Die Erde, und besonders die Erdkruste, hat im Laufe ihrer etwa 4,5 Milliarden Jahre langen Geschichte viele tiefgreifende Veränderungen durchgemacht. Aus diesem Grund gibt es verschiedene Lagerstättentypen, die auf eine ganz bestimmte Epoche der Erdgeschichte begrenzt sind. In den vorangegangenen oder folgenden Zeitabschnitten waren die Bedingungen für ihre Bildung nicht mehr gegeben.

### Archaikum
Das Archaikum umfasst etwa den Zeitraum von vor 3,8 bis vor 2,5 Milliarden Jahren. Die tektonische Situation dieser frühen Epoche wird durch zwei Grundelemente geprägt: die hochmetamorphen „Migmatit-Gneis-Granulit-Bereiche“, die die ersten festen Kerne der sich bildenden Lithosphäre darstellen, sowie die sie umgebenden mobilen „Grünsteingürtel“. Während in ersteren Bereichen nur einige wenige geschichtete Chromit-Lagerstätten von Bedeutung sind, finden sich viele bedeutende Lagerstätten in den Grünsteingürteln, z. B.:
- Orthomagmatische Lagerstätten von Nickel- und Kupfersulfiden, die an basische und ultrabasische Laven gebunden sind (Kalgoorlie-Gürtel im südwestlichen Australien, Abitibi-Gürtel in Kanada, im Baltischen Schild, und in Simbabwe). Da diese metallogenetischen Provinzen klar begrenzt sind, stammen die Metalle und ihre Muttergesteine wahrscheinlich aus lokalen Anomalien im oberen Mantel.
- In den Randzonen der Grünsteingürtel, nahe bei den angrenzenden Granitintrusionen, finden sich viele goldführende Ganglagerstätten. Tatsächlich war die Suche nach Gold früher der Hauptgrund für die Untersuchung und Kartierung der Grünsteingürtel.
- Vulkanogene Massivsulfidlagerstätten von Kupfer und Zink, besonders im Abitibi-Orogen.

### Proterozoikum
Im frühen und mittleren Proterozoikum (etwa 2,5 bis 1,6 Milliarden Jahre vor heute) entwickelten sich die ersten stabilen, wenn auch nur kleinen, Lithosphärenplatten. Hiermit wurde die Grundvoraussetzung für Krustenbewegungen im Sinne der Plattentektonik geschaffen. Jetzt kam es zum ersten Mal zur Bildung von sedimentären Becken, Ablagerungen von Plattformsedimenten und zur Bildung von Geosynklinalen an den Kontinentalrändern. Charakteristisch für diese Epoche sind sedimentäre und sedimentär-exhalative Lagerstätten, die sich nur unter reduzierenden Bedingungen, bei fehlendem Sauerstoff in der Atmosphäre, bilden konnten:
- Die einzigartigen Gold-Uran-Konglomerate vom Witwatersrand in Südafrika.
- Die ersten gebänderten Eisenformationen stammen bereits aus dem Archaikum, aber ihre weiteste Verbreitung fanden sie in der Zeit von 2,6 bis 1,8 Milliarden Jahren. Man vermutet, dass eisenfällende Bakterien eine wichtige Rolle bei ihrer Ablagerung in intrakontinentalen Becken und in den Schelfgebieten der jungen Kontinente hatten.
- Verschiedene sedimentäre, oder sedimentär-exhalative Lagerstätten von Mangan, Blei und Zink (z. B. Mount Isa in Australien).
- Diamantführende Kimberlite und Lamproite treten zum ersten Mal auf. Zuvor war die Krustendicke nicht ausreichend, um die enormen Drücke zu erzeugen, die für die Bildung von Diamanten nötig sind.
- Das Vorhandensein von Lithosphärenplatten ermöglichte ebenfalls die Bildung regionaler Bruchsysteme, an denen riesige gangartige Körper und magmatische Komplexe aufsteigen konnten. Die Bildung der großen geschichteten Chromit-Lagerstätten im südlichen Afrika geht wahrscheinlich auf Chromanomalien im oberen Mantel zurück. Auch die Intrusionen vieler Anorthosit-Plutone mit Ilmenit-Vererzungen in Norwegen und Kanada stellen ein magmatisches Ereignis dar, dass sich so nie mehr wiederholt hat.
- Das weitgehende Fehlen von orthomagmatischen Sulfidlagerstätten in späteren Zeiten wird auf eine Verarmung des oberen Mantels an Schwefel im Laufe von plattentektonischen Prozessen zurückgeführt.

Für das mittlere und späte Proterozoikum vermuten viele Forscher bereits die Existenz eines Superkontinents. Diese Zeit ist gekennzeichnet durch eine ungewöhnlich hohe Kupferkonzentration in Sedimentgesteinen, wie den „Red-Bed“-Lagerstätten von Katanga. In Afrika bildeten sich außerdem drei ausgeprägte Gürtel von Zinnlagerstätten, ein weiterer in Brasilien. Die Bildung von BIFs ging immer weiter zurück, was man auf die Entstehung einer sauerstoffreichen Atmosphäre durch pflanzliche Photosynthese zurückführt.

### Phanerozoikum
Gegen Ende des Proterozoikums hatte sich in etwa die plattentektonische Situation eingestellt, wie sie noch heute besteht. Durch die Verschiebung der Kontinente kam es zur Subduktion von ozeanischer Kruste und zur Bildung von Faltengebirgen. Hier kommt es besonders in den kontinentalen Faltengürteln und den vorgelagerten Inselbögen zur Bildung der „Kupferporphyre“, die zu den größten Metallanreicherungen des Phanerozoikums gehören (0,57 Milliarden Jahre bis heute). Ein Beispiel ist Chuquicamata in Chile, der größte Tagebau der Welt. Salzlagerstätten zeigen weltweit eine auffällige Häufung in bestimmten geologischen Epochen, wie in der Zeit vom Perm bis zur Trias, oder im Tertiär. D. h., sie folgen bevorzugt auf die großen Gebirgsbildungsphasen, wenn genügend Teilbecken existieren, die Reliefunterschiede jedoch nicht mehr so groß sind, dass die Senken einfach mit Abtragungsschutt aus den Bergen aufgefüllt werden. Kohlelagerstätten gehen hingegen auf Zeiten mit gesteigerter Produktion von Biomasse zurück, wie das namengebende Karbon-Zeitalter.